# Toma Dănilă (delegat)
Toma Dănilă (n. 21 martie 1858, Șura Mică – d. 21 decembrie 1943, Șura Mică) a fost un deputat în Marea Adunare Națională de la Alba Iulia, organismul legislativ reprezentativ al „tuturor românilor din Transilvania, Banat și Țara Ungurească”, cel care a adoptat hotărârea privind Unirea Transilvaniei cu România, la 1 decembrie 1918.:p. 77

## Activitatea politică

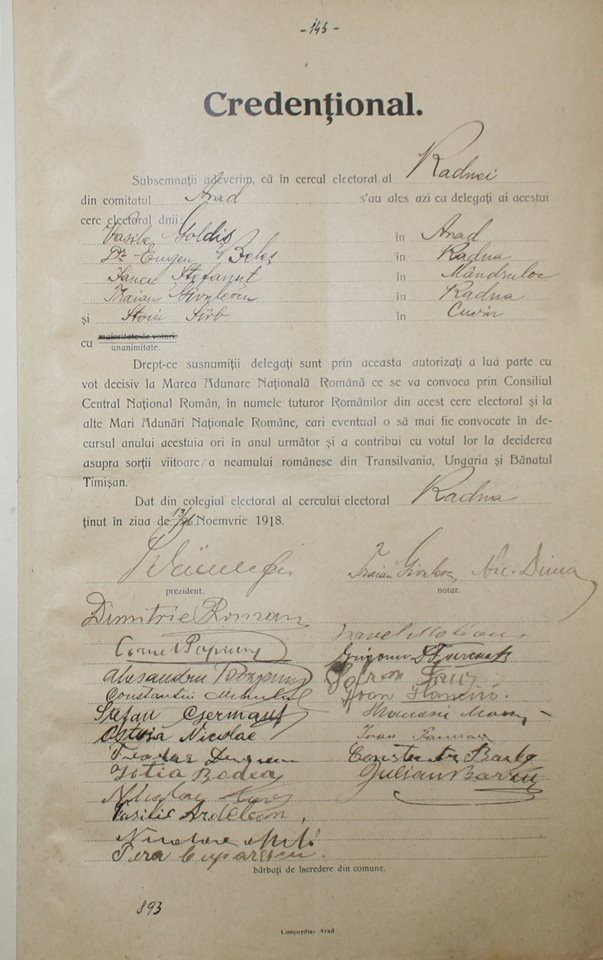
Credențional

Ca deputat în Adunarea Națională din 1 decembrie 1918 a reprezentat ca delegat Cercul Cristian din Sibiu.
>:p. 16:p. 77